# 森林

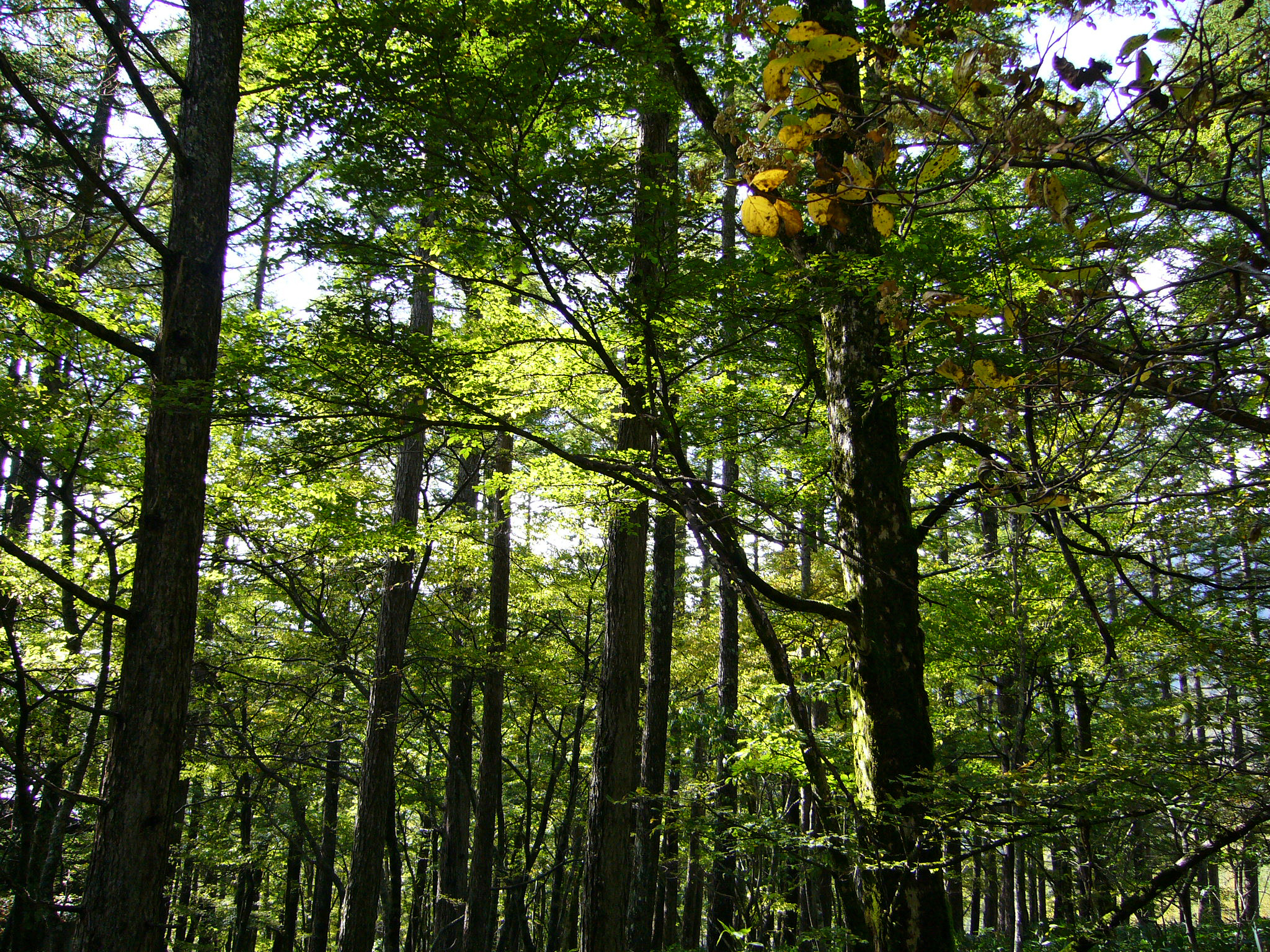
日本・上高地の森林

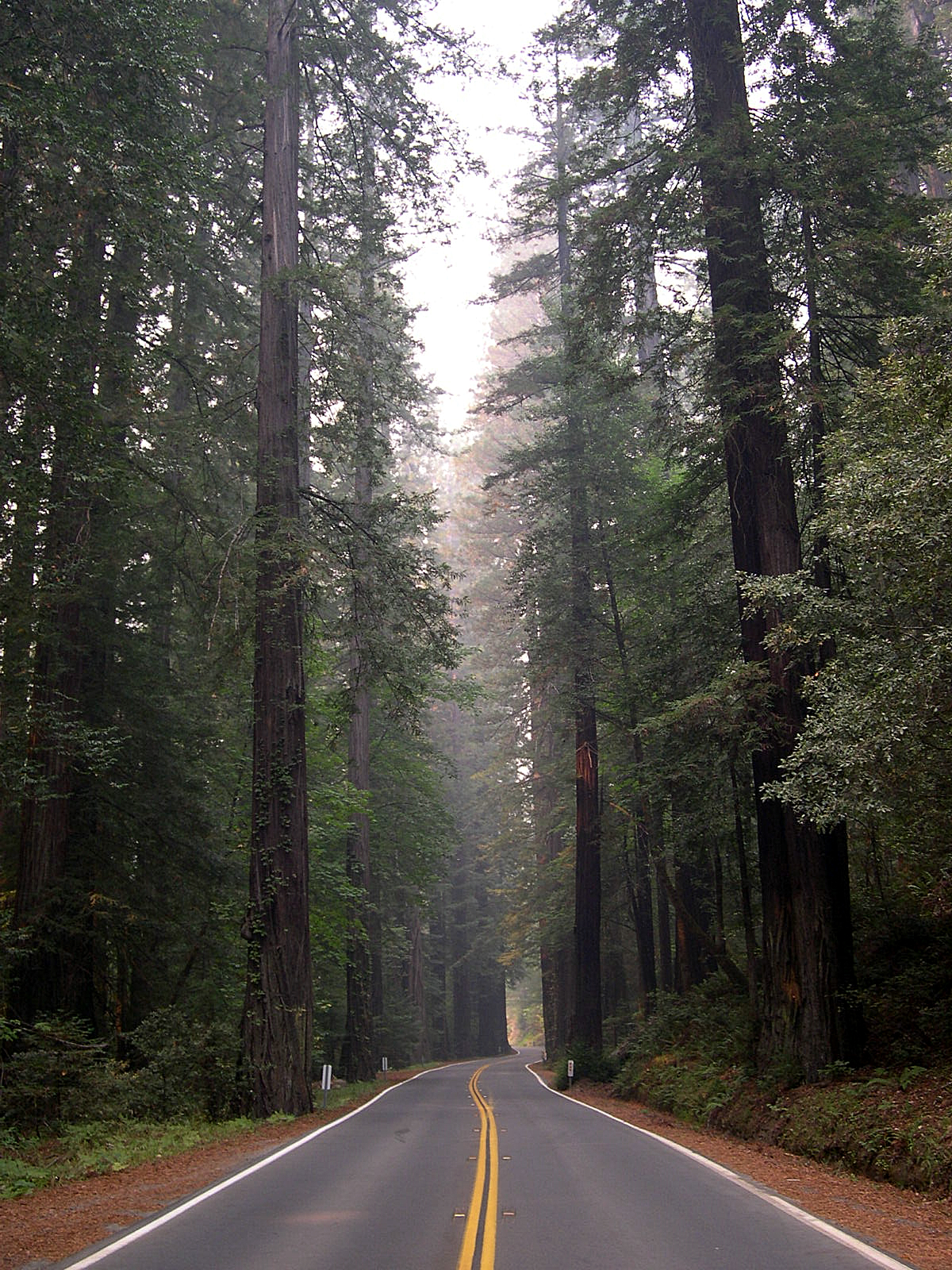
アメリカ・カリフォルニア州、レッドウッド国立公園の森林

森林（しんりん）は、広範囲にわたって樹木が密集している場所である。集団としての樹木だけでなく、そこに存在するそれ以外の生物および土壌を含めた総体を指す。

## 定義
森林法による定義では、「森林」とは、1.木竹が集団して生育している土地及びその土地の上にある立木竹、2.前号の土地の外、木竹の集団的な生育に供される土地のことをいう。但し、主として農地又は住宅地若しくはこれに準ずる土地として使用される土地及びこれらの上にある立木竹を除くとしている。
樹木が密生している植物群落を樹林（じゅりん）という。高木からなる樹林を森林、高木林（こうぼくりん）、低木からなるものを低木林（ていぼくりん）という。
森林、高木林のうち、比較的小規模・低密度のものを林（はやし）、そうでないものを森（もり、杜）とも呼ぶが、明確な区別はない。なお日本語の「林（はやし）」は「生やし」を語源とし、「森（もり）」は「盛り」と同語源 であるという。日本の農林水産省は、人工的なもの（人工林）を林、自然にできたもの（自然林）を森と定めているのは語源に沿ったものといえる。
なお、林業分野ではむしろ人工林を指して森林と言うことが多い。また、これも科学的な用語ではないが、木の比較的まばらなものを疎林（そりん）、密集したものを密林（みつりん） という。広域にわたって樹木が繁茂し、高所から見ると海のように見える大きな森林を樹海（じゅかい）という。
国際連合食糧農業機関（FAO)は、森林を「樹冠投影面積が10％以上であり、0.5ヘクタール以上の広さがあり、成木となると5ｍ以上となる樹種の樹林であり、農地等森林以外の目的に使用されていない土地」と定義している。ただしこの定義の場合、低木林は森林に含まれないこととなる。

## 森林の形成
木が並んで生えていても、それを「森」とは言わない。見かけ上、木が並んでいるのが見えず、木の葉が一面に並んでいるのが見えるのが森である。これは定義としては成立し難いが、ある意味で森の性質を示している。森では外見上、多数の木が一つのまとまりを呈する。外から見えるのは木の葉ばかりである。つまり、表面に木の葉の層ができるので、森の中は暗くなる。したがって、枝葉は森の中では少なくなる。そして、枝葉の層で包まれることによって、森の中は、森の外とは異なった微気候の場となる。おおよそ、最高気温は低く、最低気温は高く、湿度は一定の範囲内に保持された、穏やかな条件を維持する。
森林は、一定の構造をもっている。それを構成する種組成、構造などに関する研究は、森林生態学が担当する。森林の構成の基本は、植物にあると言ってよい。森林を植物が構成するものと見た場合、この植物群落の構成を植生と呼ぶが、それを研究するのは、植物の群集生態学、いわゆる植物社会学、あるいは植生学である。
森林は、それぞれの地域、環境によって一定の形をもつ遷移によって形成され、それなりのいくつかの類型に分けられる。それによって種組成もある程度の決まった組み合わせとなる。
森林のとぎれるところを外から見ると、高い木の側面は見えず、低木や蔓草の層によって森の中が見えなくなっているのが普通である。また、その根本には、草が生えている範囲がある。前者をマント群落、後者をそで群落と呼ぶ。これらは森への風の出入りをふせぎ、森林の内部を保護するように働いている。

## 森林の構造
森林には、その型や発達程度にもよるが、ある程度の似かよった構造がある。これを階層構造と言う。森林を外から見たときに目につくのは、一番高いところの、枝葉の折り重なった層である。この層は、森林でもっとも多くの同化組織が集中する場であり、林冠とよばれる。この層を造る木をまとめて、高木層とよぶ。高木層の少し下には、その高さに達しない木が造る層があり、これを亜高木層と言う。この層の木は、高木層に空きができたときに、そこを埋めるように待機しているものを含む。
本州中南部の平地に見られる照葉樹林では、高木層は25m程度、亜高木層は15m程度。その下の、数m程度の高さには低木層があり、高木の苗のほかに、背が高くならない木が出現する。さらにその下には、シダ植物などがあり、草本層として区別する。さらに、地表に這うようにして存在するものを、コケ層という。
なお、森林の地表面を林床（りんしょう）という。林床に生える植物は、森林に独特のものもあるが、その森の林冠を構成する樹木の苗が出るのが普通である。これがない場合、その森林の樹木構成は、次第に変化するものと考えられる。
日本の照葉樹林の場合、以上のように5層くらいを区別するのが普通であるが、森林の型によっては、さらにそれ以下、あるいはそれ以上を区別する。東南アジアの熱帯雨林では、高木層は50mにも達し、さらにそれを超えて伸びる超高木層の木が点々と現れる。
また、つる植物や、樹木の上に根を生やしてくっついている着生植物は、亜熱帯や熱帯に近いほどよく出現し、熱帯林では、地表の植物をしのぐほどとなる。
森林は単独の樹種のみで形成されることはごく少ない。一般に南北の寒冷な地域では構成樹種が少ないが、一般には複数の樹木から森林が構成される。ほぼ1種の樹木しか見られない場合や、中の1種のみが極めて多い場合もあり、そのような森は純林といわれる。
植生調査はこれらの森林の特徴をもとに行われる。一般にはまず層の構造を見つけ、それぞれの層ごとに、構成樹種やその数、被っている程度などを記録する。

## 人為と遷移

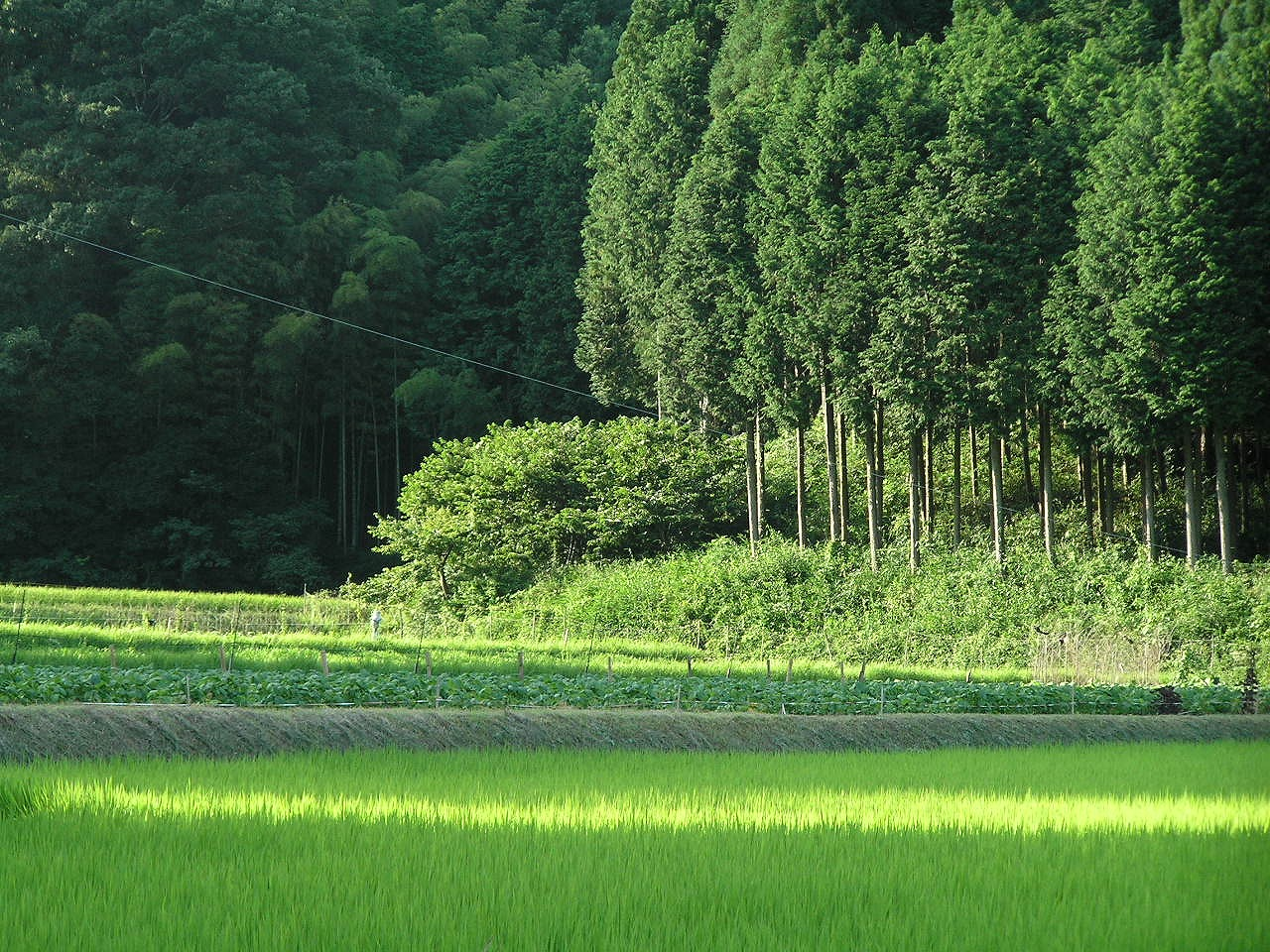
ヒノキの人工林

人間の手の全く入っていない森林は原始林、または原生林と呼ばれ、人為の及ばない状況においての本来の森林の状況に最も近いものとなっている。自然に成立した森林は天然林、または自然林と呼ばれる。天然林には原生林のほか、人間が伐採をした後全く手が加わらず、自然のままに再生した天然生林なども含まれる。森林伐採後、植林などを行わず放置して残存する種子から再び森林が再生するのを待つ方法を天然更新、植林などで人工的に森林を再生させることを人工更新と呼ぶ。
天然更新には、近隣の森林からの種子散布に期待する天然下種更新と、根株を放置してそこから新たな芽が出ることを待つ萌芽更新があり、樹種や自然条件によっては植林の代わりにこうした方法を取って森林再生を待つこともある。また、天然林は必ずしも人間の手が入っていないわけではなく、たとえば人間がある程度の伐採をしたり、狩猟や採集などで圧力を加えたことで本来の生態系から離れた新しい均衡が保たれているものも多い。たとえば里山などはほぼ天然林であるが、肥料にするための下草の採集や薪炭用としての木材の利用などが定期的に行われ、人間の圧力のもとで新たな均衡が保たれていた。これに対し、木材の生産や治山などの目的で人間が植林を行い成立した森は、人工林と呼ばれる。特に木材生産用の人工林においては単一の樹種が一斉に植えられていることが多く、天然林に比べ生物多様性が少なくなりがちである。また、人工林は人間が目的を持って植えた森林であるため、その目的を十全に果たさせるためには定期的な人間の手入れが必須である。
上記の原生林は一次林とも呼ばれるが、これに対し伐採や山火事などで本来の植生が失われたのち、自然に、または人工的に再生した森林のことを二次林と呼ぶ。二次林は自然状態の場合、まず新たにできた裸地にコケ類が進入し、次いで草原が成立したのち、樹木が侵入して森林の形成が始まる。まず最初に生育する樹木は、生育に多くの光を必要とするため日当たりの良いところを好む陽樹である。陽樹は草本と日照を巡って争うものの背の高い樹木がやがて勝利し、まず陽樹の低木林が形成される。低木林がまず形成されるのは、高木より低木の方が成長が速いためである。しかし低木林においてはいまだに林床に多くの日光が差し込むため陽樹も生育でき、やがて高木が低木を押しのけて成長して陽樹林ができる。しかし、陽樹の高木林がいったん成立すると林床にはあまり光が届かなくなるため、生育に多くの光を必要としない陰樹が林床にて生育するようになり、陽樹と陰樹の混生林が成立する。この場合、光の届かない林床ではもはや陽樹が生育しないため、新たに生育する木は陰樹のみとなる。そして陽樹が寿命を迎え枯死すると、いまだに生育を続ける陰樹のみの森林が成立するというプロセスをたどる。これを遷移と呼ぶ。また、遷移が最終段階に到達した森林を極相林と呼ぶ。ただし極相林はそのまま不変であるわけではなく、樹木の枯死や倒伏などによって更新される。倒伏などによってできた空き地では日当たりがよくなるため、再び陽樹が生育し、以後上記のプロセスをたどる。この場合、倒木を礎としてその上に新たな木が生育する、いわゆる倒木更新が起きることもある。こうして極相林は断続的に更新されていく。

## 森林の動物
森林には、様々な動物が住み、その種類数は、草原など、他の植物群落の形態よりはるかに多いのが普通である。地上生の動物のあらゆる型のものが、木々の枝の間から土壌にいたる空間に生息する。
大型動物の場合、森林の内部は、樹木の枝や幹、下栄えなどがあって見通しが利かず、また隠れるところが多いから、よほど大きな動物でも姿を隠す場所があり、ほとんどの動物は隠れながら行動する。そのため草原のような大きな群れを作るものは少ない。
森林の土壌は、樹木の落葉を集めて、熱帯以外の地域では厚い層をなす。ここには、落ち葉を分解する菌類や細菌と共に、それらを分解する働きをになうもの、それらを喰うものなど、様々な土壌動物が生息し、それらはまとめて分解者と呼ばれる。
また、最近では、林冠部に生息する動物相にも関心がもたれている。特に、熱帯雨林の樹上には、地上から離れたところで豊かな動物相があり、様々な動物が活動していることが知られるようになってきた。

## 森林と降雨
森林に水源を涵養する機能が存在することはよく知られている。これは、雨水が樹冠や森林下部の下草や落ち葉などに滞留し、その後土壌へと浸透し地下水を形成したり直接地表水として河川に流入するため、河川の流量をある程度一定に保つためである。こうした機能に着目し、特に河川の源流部において水源林として森林が保全・整備されることがある。この考えを推し進め、緑のダムと呼ばれる大規模な水源涵養林によって治水の一端を担わせる構想があるが、森林は流水を遮るものではないので豪雨などには対応できない欠点がある。また、森林の浸透能は自然林・人工林ともに大きな差は見られないものの、人間が適切な管理を怠った人工林においては土壌が荒廃し、浸透能が大幅に落ちるとされる。また、森林は降雨を貯蔵する機能だけでなく、葉の上に落ちた降雨を蒸発によって再び空気に戻したり、葉からの蒸散によって再び大気中に水分を戻すなど、降雨を地上に落ちるのを遮断する役割も持っている。特に樹木の生命活動による蒸散の量は大きく、裸地よりも蒸散の量が大きいために、森林がある場合は地面に流れ込む総水量は裸地よりもむしろ少なくなる。森林の水源涵養機能とは、あくまでも水量の平準化の機能のことである。このため、乾燥地においては森林を伐採して蒸発量を抑え、降雨をすべてダムにため込むことが行われることがある。

## 森林と人類
森林は人類にとって非常に有用な空間である。その利用は、安定した自然環境という間接的な利用と、資源産出地としての直接的な利用とに大別される。森林を扱うための学問分野は林学と呼ばれる。

### 林業

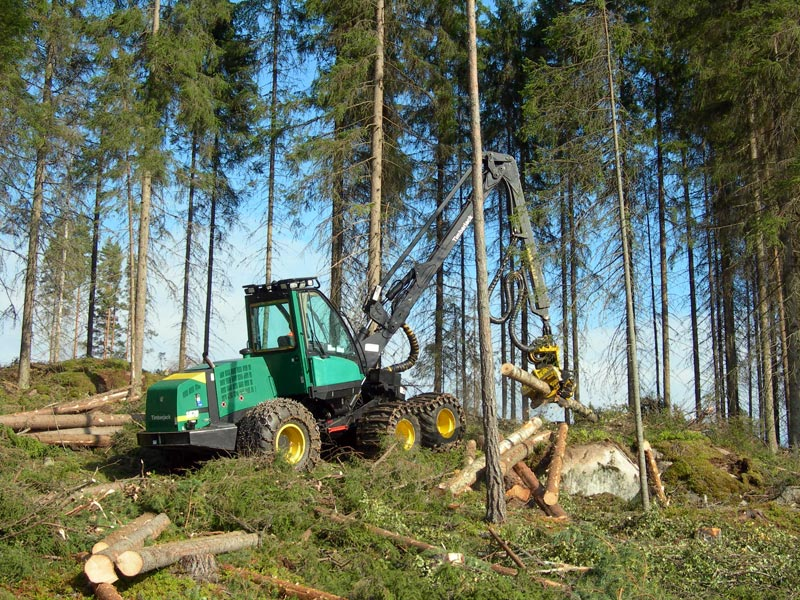
伐採した木をハーベスターで処理する様子

資源産出地として、森林は非常に重要である。森林において樹木を伐採することを産業的には林業と呼び、古来より重要な産業の一つとなっている。
森林で得られる資源で最も重要なものは木材である。木材の利用は、建材や紙・パルプをはじめとする工業製品の原料としての用材と、木そのものを燃料として燃やす薪炭材としての利用の2つに大別される。
かつては全世界において、薪炭材としての利用は普遍的であり、森林は最も重要なエネルギー供給源であったが、化石燃料の使用と電力の普及によって、特に先進諸国においては、薪炭材の利用は急速にすたれ、使用は限定的なものになっている。21世紀においていまだ薪炭材としての利用が多いのは、熱帯を中心とする発展途上国である。この利用割合は大きく、2005年時点においても薪炭利用は世界の木材消費のうち47％を占め、途上国での割合はさらに大きい。これは、電力の普及の遅れによって薪炭を燃料とせざるを得ないためである。しかし近年の急速な人口爆発によって薪炭用の需要が急増し、森林破壊の原因の一つとなっている。
工業用材の需要も多く、現代においても製材業・木材工業・製紙業といった木材を原料とする工業の多くは、原料供給地たる森林地帯、または森林の近くの港湾都市などに工場を建設し生産を行うことが多い。こうした用材の搬出は、古くは河川を利用した筏流しが多用されていた。19世紀以降は搬出用の小規模な森林鉄道が各地に敷設され、より奥地までの開発が可能になったが、20世紀後半に入ると森林鉄道は全廃され、かわりにさらに奥地まで自動車の走行可能な林道が整備されることにより、大型トラックによる搬出が主流となった。また、木材生産を目的として伐採後に再び植林が行われ人工林が育成されることは珍しくなく、とくに先進国においては一般的に行われている。
日本においては、特に第二次世界大戦後に木材需要が爆発的に増加。1950年の段階では、自然育成量を加味しても国内の用材林、薪炭林は、向こう26年間で伐りつくされるといった推計も行われていた。このため生産を目的として大規模な単一樹種の植林が行われたが、輸入材の増大と国内林業の不振によって除草や間伐、除伐などの十分な手入れの行われていない人工林も多い。
熱帯林は樹種が多種多様であるため用材としての利用は遅れ、商業的な林業はコクタンやシタン、チーク、ラワン、マホガニーといった硬木の高級材を選抜的に伐採するものに限られ、薪炭材としての利用が主であったが、近年では冷帯や温帯における森林資源の減少によって熱帯林の用材としての利用も増加しつつある。これに対し、市場に近い温帯林は最も早く開発が進み、植林によって森林資源を再生させた人工林も大きな割合を占める。冷帯林は冷涼な気候の関係で生育できる樹種が少なく、樹種が揃っている傾向があって伐採や輸送が容易であるうえに軟木が多く工業原料に使用しやすいため、大規模な林業開発がしやすく、用材としての利用が大半を占める。
近代化以前は、森林の産業における役割は現代よりさらに大きかった。製鉄業やガラス工業といった、燃料を大量に消費する産業はかならず燃料供給地である大森林地帯に立地していた。炭の生産は日本においてもヨーロッパにおいても森林における最大の産業であり、灰の生産も地域によっては重要な産業となっていた。さらに、さまざまな木材製品、とくに船舶用の木材は他に代えのきかない素材であり、造船用の木材の確保は初期の森林保護政策の重要な目的のひとつだった。16世紀以降、ヨーロッパでは産業の発展に伴い木材不足が深刻化し、これが森林保護や植林の発展をもたらした。また18世紀のイギリスにおいては不足する木材に代わり徐々に石炭が燃料に用いられるようになった。

### 森林と農村

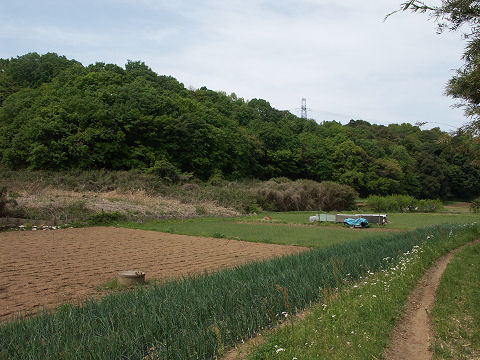
里山の風景。東京都稲城市坂浜

木材・薪炭のほかにも、キノコや山菜、果物といった植物食糧、漆などの工業原料や薬用植物など、森林からとれる林産品は多岐にわたる。植物食糧の採集や、森に生きる動物を狩猟によって獲得するなど、食糧供給源としての役割も小さなものではないが、単一的な食料生産地域として整備されたいわゆる田や畑に比べると食料生産効率は落ち、このため農業地域においては森林を伐採して開墾し新しく田畑を開くことが古くからおこなわれており、特に農業地域において森林の面積は狭まる傾向にある。こうした地域においては平地の森林は希少なものとなり、森林の多くは山岳や丘陵といった農業に不適な地域にのみ広がっていることが多い。
ただし、熱帯地方においては荒廃した土地に樹木を植栽し、その陰で食用植物などを栽培する混栽が行われることがある。こうした混栽農法が最も用いられているものとしてはカカオがある。カカオは陰樹であり、空閑地にそのまま植栽してもうまく育たないため、まず空閑地にバナナとヤムイモまたはキャッサバを植え、急速に成長するバナナによって日陰を作り、ヤムイモやキャッサバによって地面の被覆を行い、そのうえでカカオを植栽することで成長しやすくさせる。10年ほど経過してカカオの木が十分大きくなるとバナナを伐採し、カカオ農園が完成するというこの農法は20世紀前半においてガーナで広く用いられ、同国が世界最大のカカオ生産国となる原動力となった。こうした樹木との混栽農法はアグロフォレストリーと呼ばれ、自然破壊を軽減する農法として注目されている。
また、森林内の下草や落ち葉なども、近代化以前の社会においては肥料として重要なものであり、飼い葉として家畜を養うための飼料ともなった。こうしたことから近代以前において農村と森林は不可分の関係を持っていることが多く、日本の里山などのように農村の人間活動の影響下で生態系が構築された森林も存在する。

### 森林とエネルギー
古くから人間の生活や産業に使用するエネルギーの多くは、森林から薪や木炭として調達されてきたが、エネルギー革命により石炭もしくは石油由来の燃料に置き換えられた。
日本では各地の山がはげ山となるほど過度な伐採が繰り返される時代が続いたが、1960年代にエネルギー革命により薪炭から石油などへの移行が見られ、多くの薪炭林は使命を終えて放棄されるかスギやヒノキ林へと変化した。2000年代以降は、人工林もバイオマス資源の一つとして注目されるようになり、間伐材などを使用したバイオマス発電がFIT制度の中で優遇されるようになった。
アフリカ大陸では2000年代に入ってもなお貧困や戦争などにより、都市部を除き依然としてエネルギーを薪炭に依存する状態が続いている。森林伐採の88%が薪採取を目的としたものであるとするデータも存在する。

### 環境その他
環境面での役割としては、上記のとおり水源を涵養する役割のほか、土壌侵食の防止も含まれる。森林の表層土壌浸食防止能力は非常に高い。また、森林は光合成によって二酸化炭素を吸収し、酸素を放出する。この量は莫大なもので、地球環境の安定化に森林は大きな役割を果たしている。20世紀後半以降、各地で森林の伐採が進み、特にアマゾン熱帯雨林をはじめとする熱帯林が急速に破壊されているが、この森林の減少は二酸化炭素の吸収量を減らし、地球温暖化を招く大きな原因の一つと考えられている。
こうした生産地や環境保全の役割のほかに、森林浴など人間が癒しを求めて森林へと向かうこともある。その美しさから観光地となっている森林もあり、なかでも屋久島や白神山地などの世界遺産に指定されている自然林は多くの観光客を集めている。また、森林を伐採するほかに、上記の木材としての利用や土壌流出の防止など治水機能に着目して、人間により裸地に樹木が植えられ（植林）、新しく森林を育成することも広く行われている。なかでも、森林によって風を防ぐ、いわゆる防風林は海岸沿いや農園地帯などに広く育成されている。日本では各地の海岸沿いに防風林が広くみられ、また北海道東部の根釧台地では人工的に育成され正方形に区画された大規模な防風林が広がっている。農村部において家屋の周辺に樹木をめぐらし風の害を避けることも多く、こうした森を屋敷林と呼ぶ。また、森林が文化的に聖性を帯びることもあり、日本においては特に神社の境内の森林は伐採されずそのまま残されることが普通であり、こうした森林は鎮守の森と呼ばれて長く保護の対象とされ、日本の重要な文化的景観のひとつとなっている。

## 森林保護

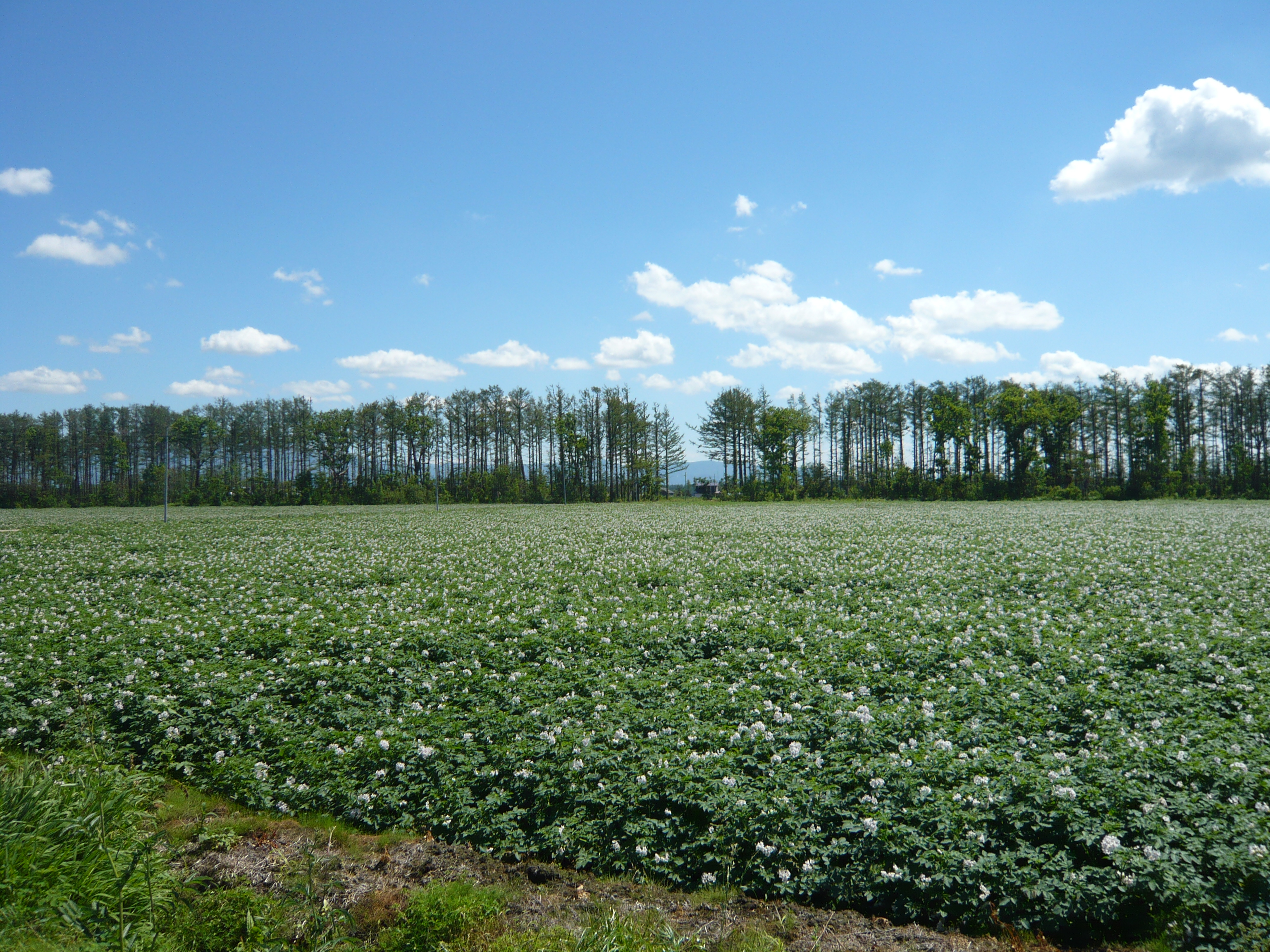
北海道・小清水町のジャガイモ畑と防風林

自然環境の維持などを目的として、各国において森林の保護が行われている。
日本においては、国有林のうち特に保護すべき森林が保護林に指定されている。保護林の種類としては、森林生態系保護地域、森林生物遺伝資源保存林、材木遺伝資源保存林、植物群落保護林、特定動物生息地保護林、特定地理等保護林、郷土の森が存在する。
またこのほか、ある特定の公共の目的のためにその地域の森林を保全する保安林も存在する。保安林の内訳としては、洪水の防止や水源の確保を目的とする水源かん養保安林、土壌流出を防止するための土砂流出防備保安林、さらに不安定性が高く土砂崩壊の危険性がある地域においての土砂崩壊防備保安林、海岸等において飛来する砂を防ぐための飛砂防備保安林、風を防ぎ農地などを保護するための風害防備保安林、洪水時において水の勢いを緩和する水害防備保安林、高潮や波による塩害などを防ぐための潮害防備保安林、用水路の水源を保護し干害を防ぐための干害防備保安林、鉄道や道路などを雪から守り交通を円滑化するための防雪保安林、霧を防ぐ防霧保安林、雪庇を防いだり雪崩の勢いをそぐためのなだれ防止保安林、落石防止用の落石防止保安林、都市部において火災の延焼を防ぐための防火保安林、魚の繁殖を助けるため海岸林や島嶼部の森林を指定する魚つき保安林、航海の目印となっている航行目標保安林、煙害や汚染空気からの隔壁、及び国民の健康向上を目的とする保健保安林、そして美しい風景を守るための風致保安林がある。

## 気候と森林
その土地における森林の分布は、主に気候、とくに降水量と気温によって変化し、このほか土壌や地形なども二義的な要素となる。また気候を区分する際に森林は重要な指標となっており、気候区分の中でも非常によく使用されるケッペンの気候区分においては気候をまず森林の生育できる気候（樹林気候）と生育できない気候（無樹林気候）に分類し、無樹林気候から乾燥度で乾燥帯、温度で寒帯を区分し、樹林気候は気温によって熱帯、温帯、冷帯（亜寒帯）の3つに分類する。ただし、乾燥帯においては外来河川やオアシスなど、降雨によらず水分が供給される地域においては森林は生育しうる。
熱帯の、赤道付近など特に降水量の多い地域には熱帯雨林（熱帯降雨林、熱帯多雨林、ジャングル）（英: jungle） が広がっている。なかでも南アメリカ大陸のアマゾン川流域に広がるアマゾン熱帯雨林（セルバとも呼ばれる）は、世界最大の熱帯雨林として知られる。熱帯雨林は主に常緑広葉樹林によって占められる。熱帯雨林は気温が高く物質生産が盛んであるが、分解者が多く多雨であるため土壌中に養分が残らず、有機物のほとんどが植物体に蓄えられていることが特徴であり、このため一度伐採した場合再生は非常に時間のかかるものとなる。ただし物質生産が盛んであるため、森林量は世界で最も大きい樹林となっている。熱帯雨林より降水量の少ない地域は、雨季にのみ葉を繁らせる熱帯雨緑林が広がり、さらにそれより降雨の少ない地域はサバンナと呼ばれ草原が優越するが、樹木も生育できるため疎林が広がる地域も多い。
温帯においては、その中でも温暖な地域において東アジアを中心に広がる照葉樹林と、地中海を中心に夏季少雨地域に広がる硬葉樹林というふたつの常緑広葉樹林帯が存在する。硬葉樹林はその名の通り、夏季の乾燥に対応するために葉が小さく固い木が主となっているのが特徴である。照葉樹林も同様に、葉の表面のクチクラ層が発達しているため葉の照りが強いことからこの名がついている。温帯の中でも気温の低い地域となると、常緑広葉樹林と落葉広葉樹林が混ざり合う温帯混交林が広がるようになり、さらに気温の低い地域においては常緑広葉樹林は姿を消して落葉広葉樹林帯が広がるようになる。落葉広葉樹林は温暖な夏にのみ葉を繁らせるため、夏緑林とも呼ばれる。また、温帯の中でも特に雨の多い地域にひろがる森林は温帯雨林と呼ばれる。
冷帯に入ると針葉樹林が広がるようになる。こうした冷帯の針葉樹林帯はタイガと呼ばれ、ひとつの樹種により森林が形成されることが多いのが特徴である。針葉樹林の多くは常緑であるが、一部に落葉する落葉針葉樹林も存在する。
またこうした気候とは別に、標高が上昇するにつれて気温が低下するため、高山地帯においては低地の森林よりも寒冷地に広がる森林が生育することとなる。高山および寒帯においては樹木の生育しなくなる地点が存在し、これを森林限界と呼ぶ。

## 森林破壊と森林の現況
農地の開墾や焼畑農業、人類の活動による山火事、薪炭用や産業利用などによる森林の過剰伐採や破壊は、有史以来多くの文明で起こっていた。しかし地球上の森林の減少速度が加速したのは、産業革命の本格化した19世紀中盤以降である。20世紀中盤には産業化の進んだ北アメリカやヨーロッパなどにおいては森林破壊が一段落したのに対し、特に20世紀後半以降、アジアやアフリカ、中央アメリカ、南アメリカに広がる熱帯雨林地域を中心に森林破壊が急速に進行するようになった。こうした熱帯雨林の急速な減少の主因となっているのは、無秩序な農地開発と薪炭用の森林伐採である。熱帯諸国の人口増加により農地への人口圧が増し、増えた人口をまかなうために熱帯雨林が積極的に開墾され始めたため、森林破壊が拡大した。こうした開墾はしばしば焼畑農業などの非常に伝統的な方法で行われたが、従来の焼畑農業が農地としての利用が終わった後森林が再生し地力が完全に回復するまでの十分な時間的余裕をもって運用されていたのに対し、20世紀後半以降は人口増加による未開墾地の減少によってこのサイクルが崩れ、地力が回復していない土地も焼畑を造成したため、熱帯雨林の荒廃を招くことになった。こうした個々の農民による破壊のほかに、大規模な農業開発による破壊も進行中である。この大規模開発による減少が特にはなはだしいのは世界最大の熱帯樹林であるアマゾン熱帯雨林であり、牛肉を生産するための放牧地の造成や大豆栽培用の農地、人口増加による食料用の農地、近年需要が高まるバイオ素材用の農地開発によって森林破壊が進行している。
熱帯諸国における人口急増は農地の過剰開発のほか、薪炭材の利用急増という形でも森林にダメージを与えた。こうした諸国においては電力やガスといった他のエネルギー源が供給されることが少なく、木質燃料がほぼ唯一の燃料となっているため、人口増加はそのまま薪炭材の利用急増に直結し、森林破壊の一因となった。このほか、主に先進諸国への木材輸出のための伐採や、山火事も森林破壊の大きな要因の一つとなっている。
2010年の世界の森林面積は40億3千万haである が、上記要因のため世界の森林は総体として減少傾向にある。2000年から2010年までの増加・減少を通算した平均では520万ヘクタールの森林が毎年減少している計算になる。ただし、1990年から2000年の平均830万ヘクタールに比べれば減少幅は大幅に縮小しており、増加分を組み入れない純粋な伐採面積も縮小傾向にあることから、総体としては森林破壊はやや歯止めがかかった状態となっている。一方で大規模伐採はいまだ継続しており、特に薪炭・小規模農地開発による減少が著しいアフリカと、アマゾンの大規模農地開発のすすむ南アメリカにおいて減少が大きい。これに対し、大規模開発の一段落した地域では大規模開発の抑制や新規の植林の進展、耕作放棄地における自然林の復活などによって森林の減少に歯止めがかかっており、北アメリカでは森林量はほぼ横ばい、ヨーロッパでは増加傾向にある。アジアにおいては東南アジアにおいて森林減少が進む中、日本はほぼ横ばい、中国は大規模な植林の推進によって森林量は増加しており、全体としては森林は大幅に増加している。
各国の森林面積の割合は、森林率（森林被覆率）という数字で表される。全世界の森林率は31%である。この数字は樹木が生育しやすい気候で、農地開発が気候や地形などで制約を受けた国家、すなわち冷帯や熱帯雨林地帯の各国や、多雨地域で山岳部を多く抱える国家において高くなる傾向がある。特に樹木の生育しやすい森林大国と言われるカナダでは森林率は国土の45.3%である。日本も森林が国土の68.9%を占め、森林大国と言われる。

## 様々な森林

気候領域別の森林面積の割合と分布

森に覆われている割合

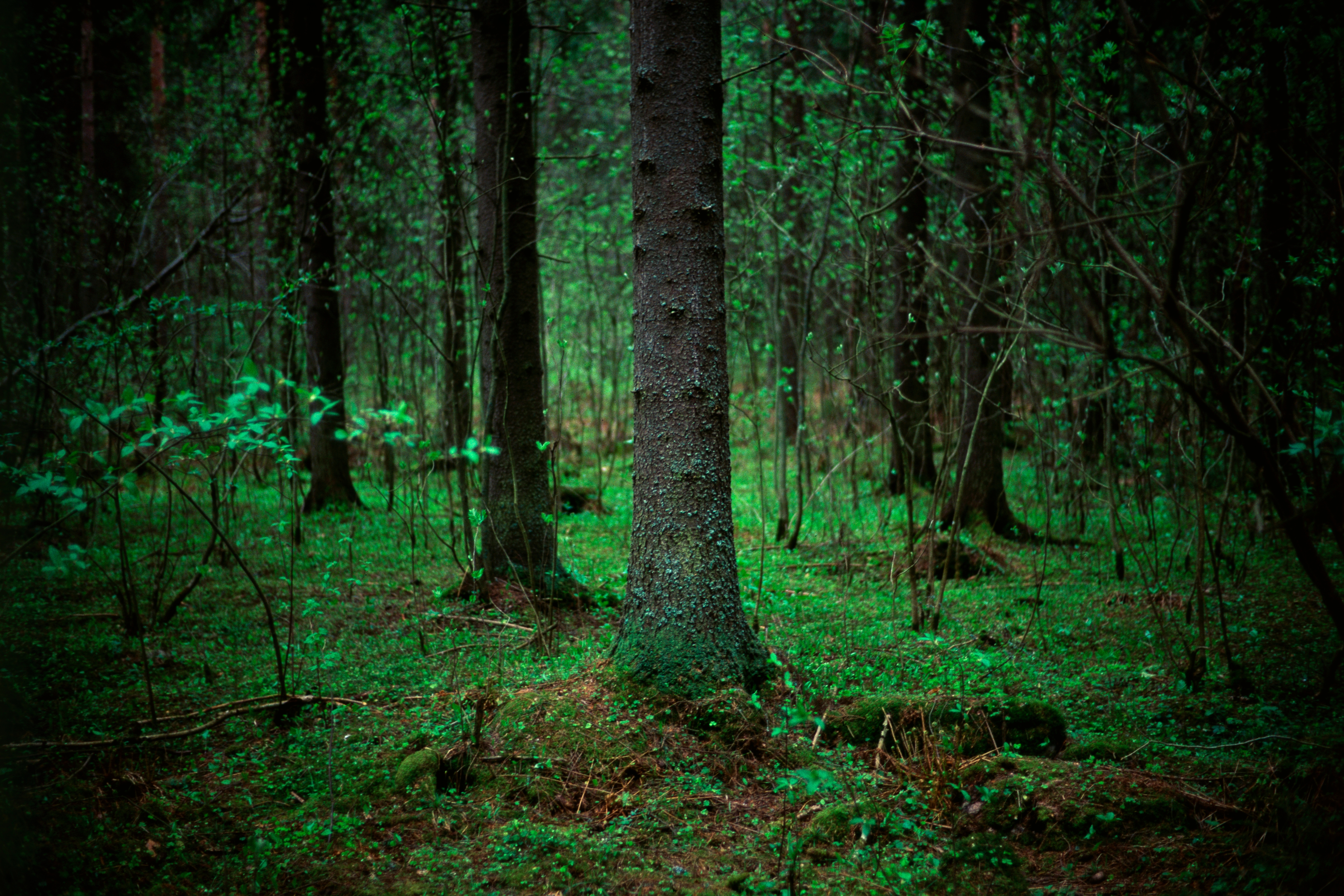
フィンランド、クオピオの森

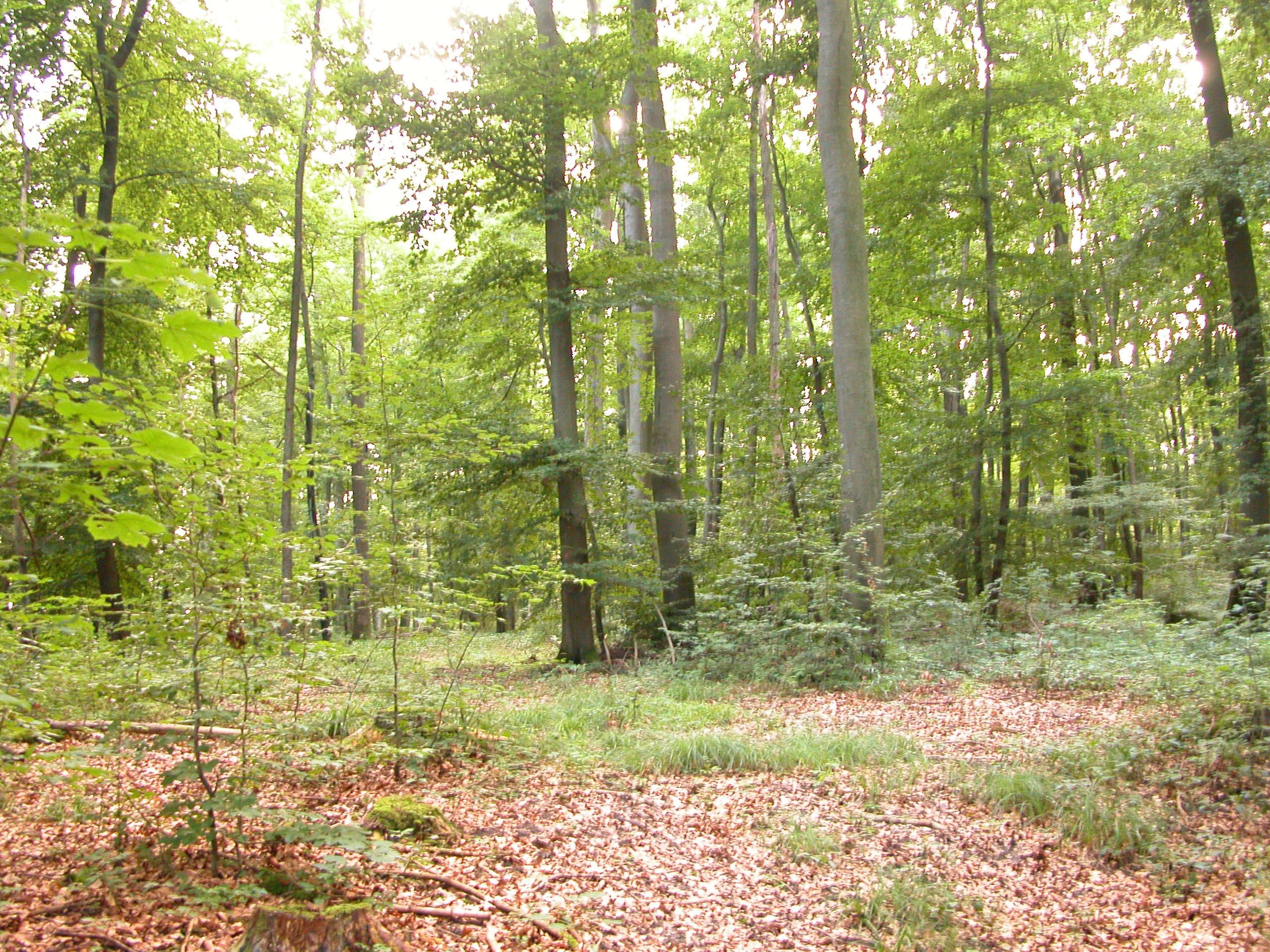
ドイツの混交林

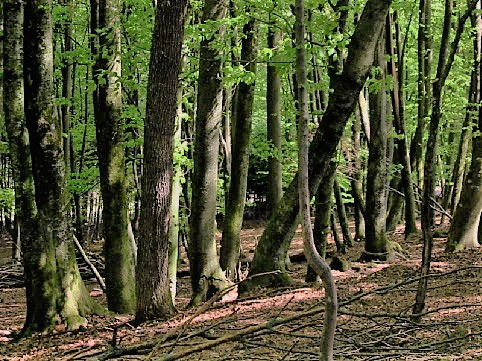
スロベニアの海岸林

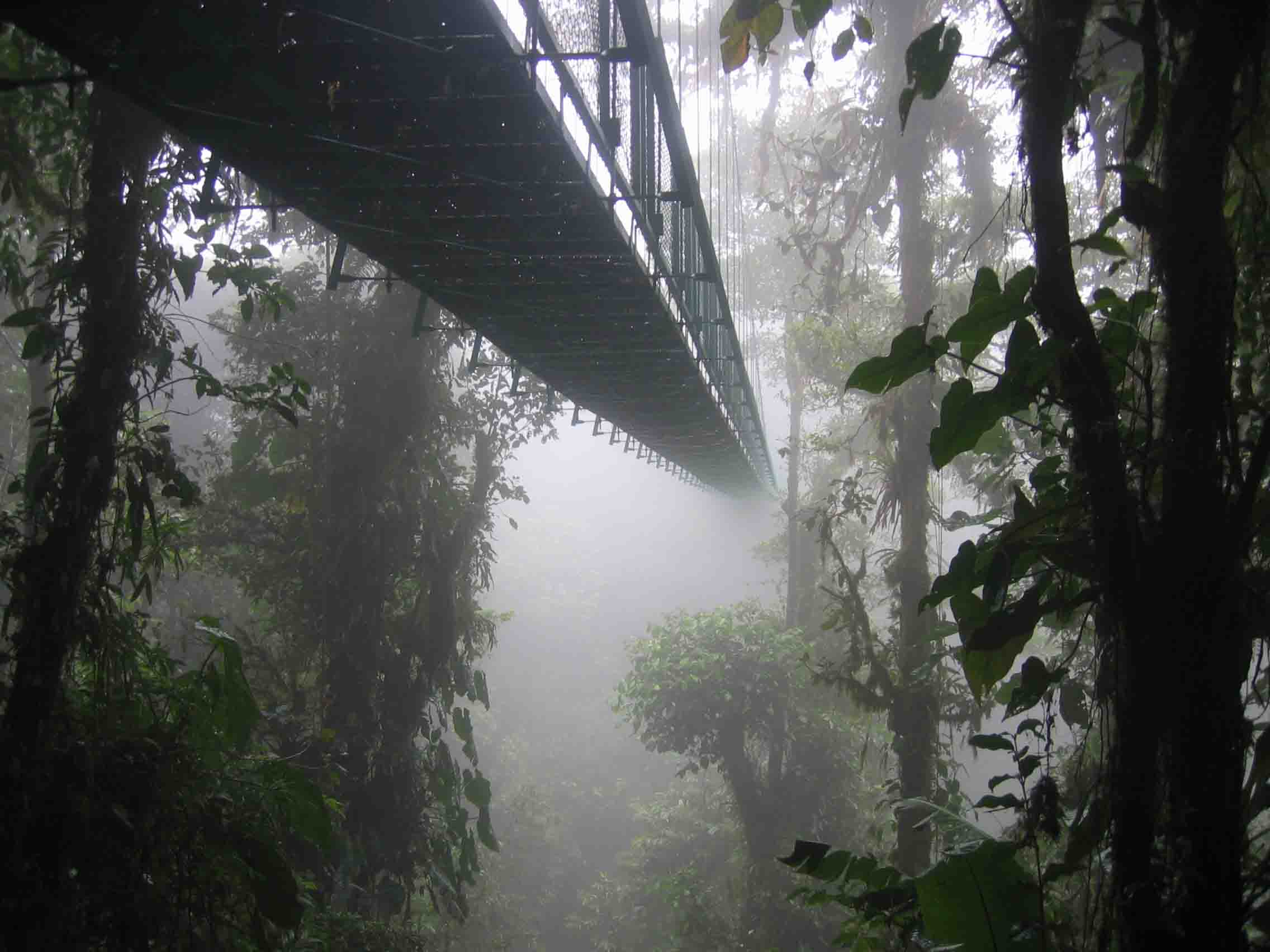
コスタリカの多雨林

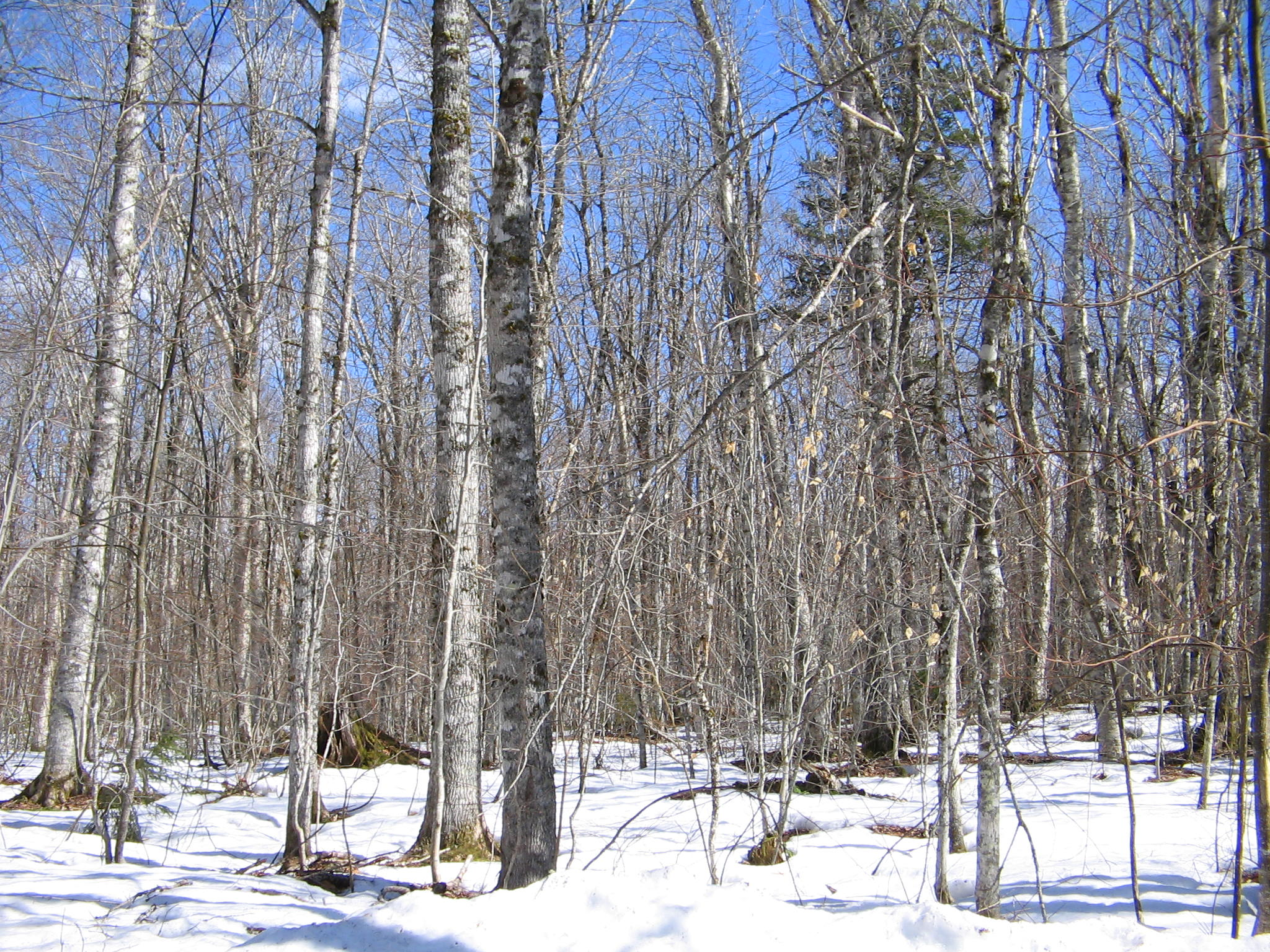
冬季の森林

※ 併記は主な別称。「……樹林」には「……林」とも言うものもある。
※ 各地の森林については森林の一覧を参照。

### 樹種による分類
- 常緑樹林
- 落葉樹林
- 広葉樹林
  - 常緑広葉樹林
    - 照葉樹林
    - 硬葉樹林

  - 落葉広葉樹林
    - 雨緑林、雨緑樹林
    - 夏緑樹林
- 針葉樹林
  - 常緑針葉樹林
  - 落葉針葉樹林
  - 亜高山帯針葉樹林
- 陽樹林
- 陰樹林
- 混交林、混合林
  - 針広混交林
- 純林、単純林
- 雑木林
- ブナ林
- 竹林

### 気候による分類
- 熱帯雨林
- サバナ林
- 多雨林
- 雲霧林
- 温帯雨林
- 亜寒帯林

### 所有者による分類
- 国有林
- 公有林[注釈 3]
- 民有林
- 私有林
- 共有林
- 分収林、部分林
- 給人林、預山、地頭林、拝領山
- 県民の森、都民・道民・府民の森
- 市民の森
- 学校林
- 演習林

### 場所による分類
- 斜面林
- 河畔林、河辺林、川辺林
- 渓畔林
- 湖畔林
- 海岸林
- 鉄道林
- 屋敷林
- 鎮守の森（杜）、社叢（林）、神社林、社寺林
- 都市林
- 水没林（英語版）、浸水林（英語版） - 浸水した土地にある森林
- 埋没林 - 火山などの影響で埋もれた森林

### その他
- 密林
- 疎林
- 孤立林
- 法正林
- 里山
- 萌芽林・矮林

## 森林の所有をめぐる制度

### 日本
- 日本国内において森林を相続、購入等により所有することとなった際には、市町村長に届出を行わねばならない（森林の土地の所有者届出制度）[44]。また、1ha以上の森林を開発する際には都道府県知事の許可を得なければならない（林地開発許可制度）[45]。所有森林の所有者、境界などの情報は、市町村が取りまとめる林地台帳に記載され、台帳情報の一部は公表される[46]。

## 森林の面積

### 日本
| 森林面積 (ha) | 人工林面積 (ha) | 国土面積 (ha) | 森林率 | 人工林率 |
| ------------- | --------------- | ------------- | ------ | -------- |
| 25,048,199    | 10,203,842      | 37,296,847    | 67 %   | 41 %     |

| 都道府県 | 森林面積 (ha) | 人工林面積 (ha) | 国土面積 (ha) | 森林率 | 人工林率 |
| -------- | ------------- | --------------- | ------------- | ------ | -------- |
| 北海道   | 5,538,447     | 1,475,342       | 7,842,076     | 71 %   | 27 %     |
| 青森県   | 632,805       | 269,438         | 964,556       | 66 %   | 43 %     |
| 岩手県   | 1,171,446     | 488,680         | 1,527,501     | 77 %   | 42 %     |
| 宮城県   | 417,086       | 198,235         | 728,222       | 57 %   | 48 %     |
| 秋田県   | 839,247       | 409,506         | 1,163,752     | 72 %   | 49 %     |
| 山形県   | 669,272       | 185,636         | 932,315       | 72 %   | 28 %     |
| 福島県   | 973,834       | 341,026         | 1,378,374     | 71 %   | 35 %     |
| 茨城県   | 186,781       | 111,106         | 609,712       | 31 %   | 59 %     |
| 栃木県   | 349,006       | 155,946         | 640,809       | 54 %   | 45 %     |
| 群馬県   | 423,141       | 176,947         | 636,228       | 67 %   | 42 %     |
| 埼玉県   | 119,779       | 59,235          | 379,775       | 32 %   | 49 %     |
| 千葉県   | 157,276       | 61,416          | 515,764       | 30 %   | 39 %     |
| 東京都   | 78,927        | 35,158          | 219,100       | 36 %   | 45 %     |
| 神奈川県 | 94,695        | 36,495          | 241,592       | 39 %   | 39 %     |
| 新潟県   | 855,159       | 161,993         | 1,258,418     | 68 %   | 19 %     |
| 富山県   | 284,994       | 54,513          | 424,761       | 67 %   | 19 %     |
| 石川県   | 286,046       | 101,645         | 418,609       | 68 %   | 36 %     |
| 福井県   | 312,025       | 124,399         | 419,049       | 74 %   | 40 %     |
| 山梨県   | 347,781       | 153,541         | 446,527       | 78 %   | 44 %     |
| 長野県   | 1,068,636     | 444,655         | 1,356,156     | 79 %   | 42 %     |
| 岐阜県   | 861,978       | 384,574         | 1,062,129     | 81 %   | 45 %     |
| 静岡県   | 497,123       | 280,435         | 777,743       | 64 %   | 56 %     |
| 愛知県   | 218,153       | 140,381         | 517,290       | 42 %   | 64 %     |
| 三重県   | 372,230       | 229,969         | 577,441       | 64 %   | 62%      |
| 滋賀県   | 202,890       | 84,910          | 401,738       | 51 %   | 42 %     |
| 京都府   | 342,300       | 131,591         | 461,219       | 74 %   | 38 %     |
| 大阪府   | 57,220        | 28,140          | 190,514       | 30 %   | 49 %     |
| 兵庫県   | 560,006       | 238,170         | 840,093       | 67 %   | 43 %     |
| 奈良県   | 283,701       | 172,203         | 369,094       | 77 %   | 61 %     |
| 和歌山県 | 361,328       | 220,320         | 472,471       | 76 %   | 61 %     |
| 鳥取県   | 258,988       | 140,234         | 350,713       | 74 %   | 54 %     |
| 島根県   | 524,495       | 205,350         | 670,824       | 78 %   | 39 %     |
| 岡山県   | 483,378       | 205,431         | 711,447       | 68 %   | 42 %     |
| 広島県   | 611,222       | 200,926         | 847,947       | 72 %   | 33 %     |
| 山口県   | 436,957       | 195,014         | 611,234       | 71 %   | 45 %     |
| 徳島県   | 314,829       | 189,685         | 414,679       | 76 %   | 60 %     |
| 香川県   | 87,514        | 23,181          | 187,673       | 47 %   | 26 %     |
| 愛媛県   | 401,050       | 244,597         | 567,619       | 71 %   | 61 %     |
| 高知県   | 595,032       | 387,924         | 710,393       | 84 %   | 65 %     |
| 福岡県   | 222,394       | 140,234         | 498,640       | 45 %   | 63 %     |
| 佐賀県   | 110,403       | 73,828          | 244,068       | 45 %   | 67 %     |
| 長崎県   | 242,595       | 104,591         | 413,220       | 59 %   | 43 %     |
| 熊本県   | 462,965       | 280,267         | 740,944       | 62 %   | 61 %     |
| 大分県   | 452,791       | 233,485         | 634,074       | 71 %   | 52 %     |
| 宮崎県   | 585,559       | 332,801         | 773,531       | 76 %   | 57 %     |
| 鹿児島県 | 587,983       | 278,601         | 918,699       | 64 %   | 47 %     |
| 沖縄県   | 106,730       | 12,089          | 228,114       | 47 %   | 11 %     |
| 全 国    | 25,048,199    | 10,203,842      | 37,296,847    | 67 %   | 41 %     |

## 文化
- 伐採、森林計画、植林活動
- 森林浴
- 明日への環境賞（朝日森林文化賞）
- 誰もいない森で木が倒れたら音はするか？（英語版） - 思考実験、哲学の問い。